# Rita Kohnstamm

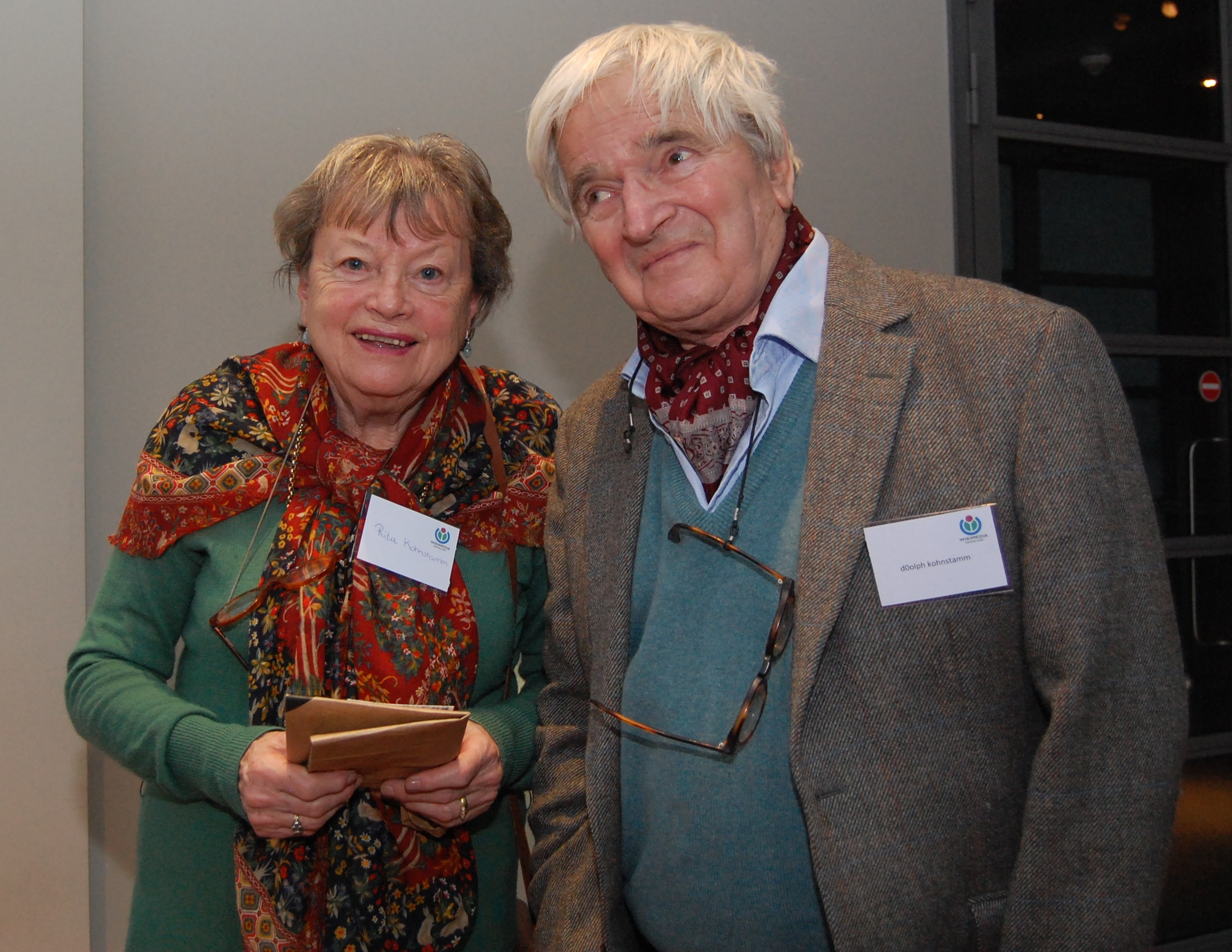
Rita en Dolph Kohnstamm in 2017

Hendrika Alberdina (Rita) Kohnstamm-Beeuwkes (Den Haag, 22 november 1937) is een Nederlands psycholoog en columnist.

## Loopbaan
Rita Kohnstamm komt uit een Haags gereformeerd gezin. Tijdens haar middelbareschooltijd wilde ze oorlogscorrespondent worden. Op haar zeventiende ging ze daarom perswetenschappen studeren aan de Universiteit van Amsterdam, waar ze college liep bij onder andere Jacques Presser en Kurt Baschwitz.
Van 1957 tot 1963 speelde zij in het Haags Studentencabaret van Rinus Ferdinandusse.
In 1958 trouwde ze met de psychologiestudent Dolph Kohnstamm. Ze brak toen haar studie af maar ging een jaar later psychologie studeren aan de Vrije Universiteit Amsterdam.
Rita Kohnstamm werd hoofdredacteur van het tijdschrift Ouders van Nu en daarna van Psychologie Magazine. Ze was columnist voor onder andere NRC Handelsblad, Margriet en Plus Magazine.
Kohnstamm is auteur van Kleine Ontwikkelingspsychologie, een driedelig studieboek; een Duitse vertaling daarvan verscheen in Zwitserland.
Zij was lid van de Onderwijsraad, van de Raad voor Cultuur en van het bestuur van de Stichting Praemium Erasmianum, die de jaarlijkse Erasmusprijs toekent.
In 1994 verleende de Universiteit van Amsterdam haar een eredoctoraat.
Sinds oktober 2003 is zij voorzitter van het bestuur van De Tweede Uitleg, een sociëteit voor mensen ouder dan vijftig jaar, wonend in de zuidelijke grachtengordel van Amsterdam.